# Laumoniera bruceadelpha
Laumoniera bruceadelpha är en bittervedsväxtart som beskrevs av H.P. Nooteboom. Laumoniera bruceadelpha ingår i släktet Laumoniera och familjen bittervedsväxter. Inga underarter finns listade i Catalogue of Life.